# Lista över svenska brott uppkallade efter platser
Lista över svenska brott eller brottrelaterade företeelser uppkallade efter platser
- Hurvamorden - Hurva
- Johanneshusmordet - Johannishus
- Knutbydramat - Knutby
- Lindomefallet -Lindome
- Löderupsdramat - Löderup
- Malexandermorden - Malexander
- Norrmalmstorgsdramat - Norrmalmstorg
- Salemmarschen - Salem
- Stockholmssyndromet - Stockholm
- Göteborgskravallerna - Göteborg
- Yngsjömordet - Yngsjö
- Åmselemordet - Åmsele
- Silbodalsprästen - Silbodal